# Alfons (lord Portalegre)
Alfons (ur. 8 lutego 1263, zm. 2 listopada 1312 w Lizbonie) – infant portugalski, syn króla Alfonsa III i jego drugiej żony, królowej Beatrycze Kastylijskiej; lord Portalegre, Castelo de Vide, Arronches, Marvão i Lourinhã.
W 1287 roku poślubił Violante Manuel, córkę infanta kastylijskiego Juana Manuela, syna Ferdynanda III.